# Берестя
Берестя (укр. Берестя) — село в Новоселицкой городской общине Черновицкого района Черновицкой области Украины.
До 2020 года входило в Новоселицкий район
Население по переписи 2001 года составляло 836 человек. Почтовый индекс — 60333. Телефонный код — 3733. Код КОАТУУ — 7323080601.